# 巴西—韓國關係
巴西－韓國關係（葡萄牙語：Relações entre Brasil e Coreia do Sul），是指巴西联邦共和國與大韓民國兩國的雙邊關係。两国于1959年10月31日建交，巴西是自古巴于1959年1月古巴革命后与韩国断交之后首个承认韩国并建交的拉丁美洲国家。根据2011年BBC的调查结果，有68％的巴西人对韩国的印象较好，19％的巴西人对韩国持负面印象。
南韓人大規模移民巴西可以追溯到1960年代，巴西政府為了平衡在巴西的亞洲人勢力（當時以日本人為最多）因而向臺灣與南韓招募移民:91-93。

## 旅遊

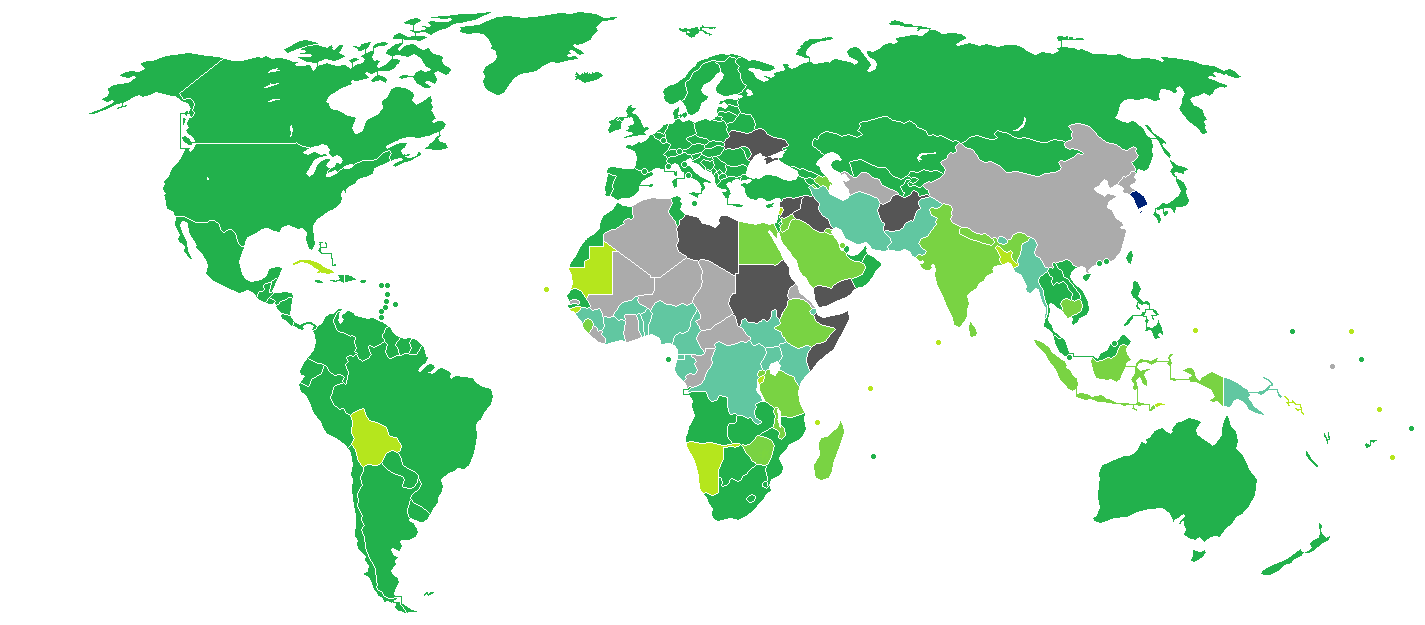
持韓國護照的韓國公民可以免簽證的方式入境巴西。

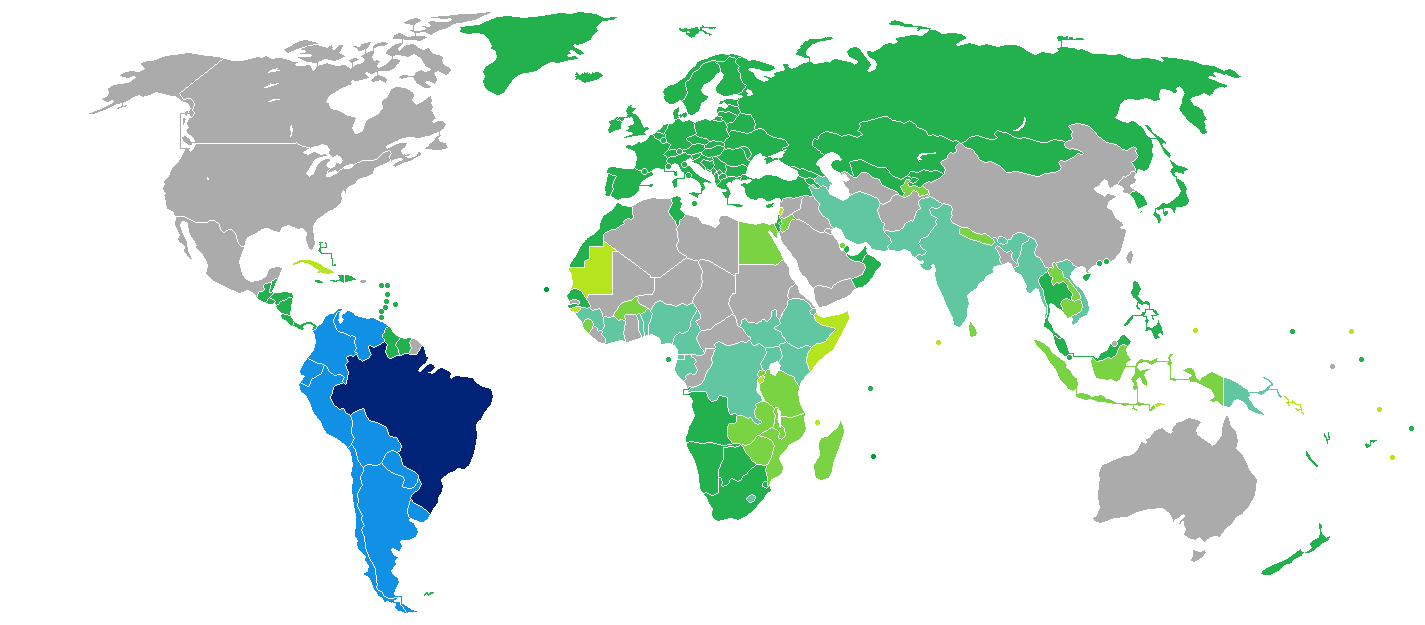
持巴西护照的巴西公民可以免簽證的方式入境韓國。

### 簽證
參見：韓國簽證政策和韓國公民簽證要求
以及：巴西簽證政策和巴西公民簽證要求
两国相互免签证，自2002年5月20日起，持韓國護照的韓國公民可以免簽證的方式入境巴西，停留最多90日。自同日起，持巴西护照的巴西公民也可以免簽證的方式入境韓國，停留最多90日。
此外，兩國每年皆提供特定名額的18－30歲青年為期1年的度假打工簽證，最多停留2年。